# Одзу Ясудзіро
Ясудзі́ро О́дзу (яп. 小津 安二郎, Одзу Ясудзіро:); нар. 12 грудня 1903, Токіо, Японія — пом. 12 грудня 1963, Токіо, Японія) — японський кінорежисер і сценарист, один із загальновизнаних класиків японської і світової кінорежисури.

## Біографія
Ясудзіро Одзу народився 12 грудня 1903 року в Токіо в сім'ї торговця добривами; батьки розлучилися, коли хлопчикові було 9 років. Виховувався у провінції. У шкільні роки любив дивитися голлівудські фільми, особливо з участю Чапліна, Ллойда і Інграма. Деякий час працював шкільним учителем.
Одзу прийшов у кіномистецтво у 1923 році, починав як помічник оператора при режисерові Тадамото Окубе на кіностудії «Сьотіку». Окуба став учителем Одзу, зробивши помітний вплив на його творчість, особливо на комедії. У 1926 році, відслуживши рік в армії, Одзу повернувся на «Сьотіку» вже як асистент режисера. Дебютував у німому кіно самурайською драмою «Меч покаяння» (1927). У 1929 році разом з режисерами Ясудзіро Сімадзу і Хейносуке Ґошо Одзу створив на студії «Сьотіку» новий жанр стрічок «буденного реалізму» («семінґекі»), що фіксували з гумором і співчуттям життя простих людей. У 1936-му одним з останніх японських кінорежисерів почав використовувати звук («Єдиний син»). Брав участь у японсько-китайській і Другий світовий війнах, у 1945 році шість місяців провів у британському таборі для військовополонених.
Після війни режисерський почерк Одзу зазнає зламу, він відходить від комедійних і кримінальних сюжетів і взагалі від драматизації подій у бік зображення повсякденного сімейного побуту, уникаючи прямого коментаря, витісняючи багато що в підтекст. Як пише Дж. Розенбаум, дійові особи фільмів Одзу зайняті, на перший погляд, нічим не примітними домашніми заняттями, проте режисер фіксує їх з такою значністю, начебто то були релігійні обряди.

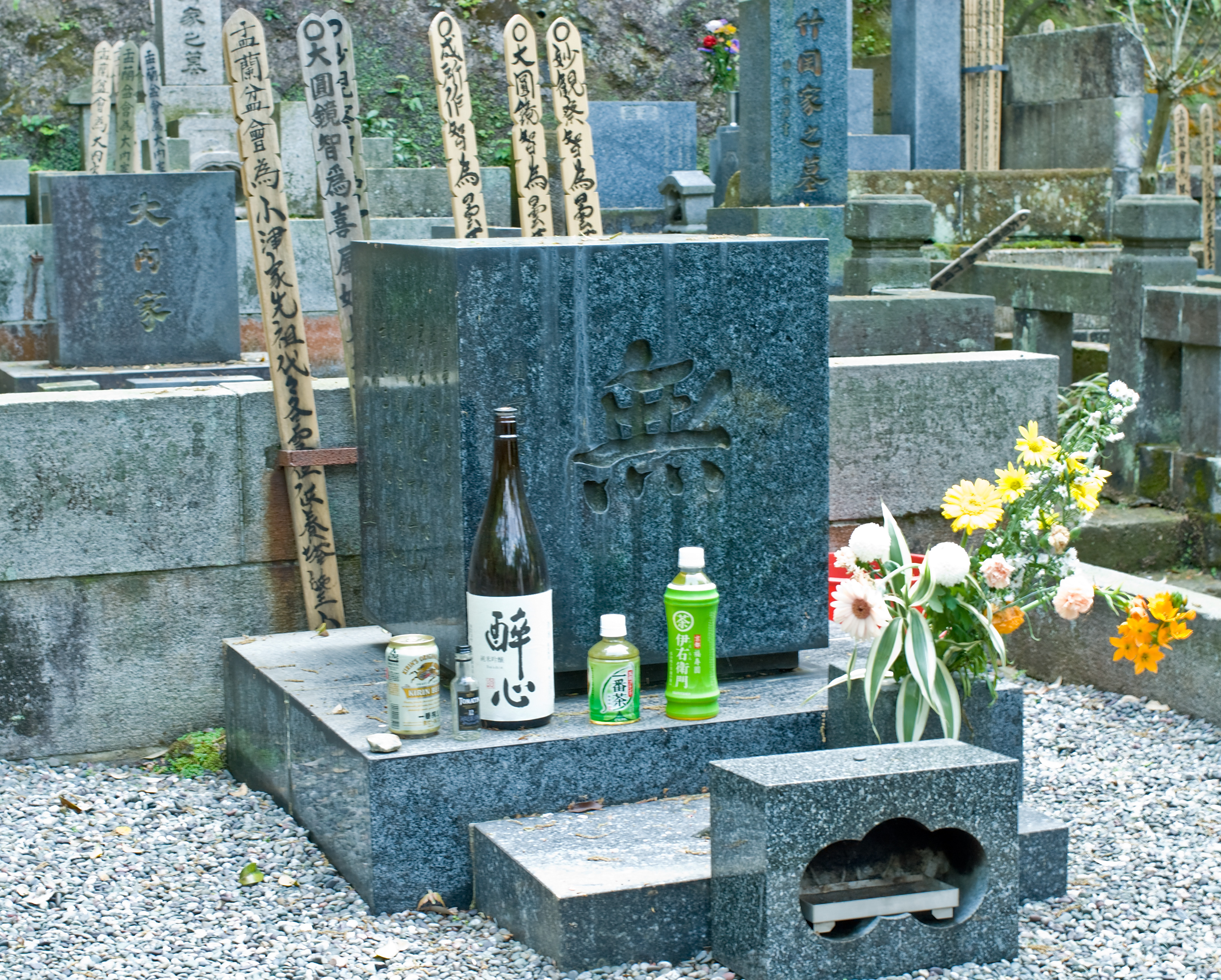
На могилу Ясудзіро Одзу шанувальники приносять його улюблений напій — саке

Ясудзіро Одзу вів холостяцький спосіб життя у будинку матері, іноді відвідував будинки розпусти, любив випити з друзями. Волів працювати з одними і тими ж акторами, такими як Чішу Рю і Сецуко Хара.
Ясудзіро Одзу помер 12 грудня 1963 року в день свого 60-річчя і похований на цвинтарі Монастиря Досконалого Просвітлення (яп. 円覚寺) у священному місті Камакура (в префектурі Канаґава). На надгробку режисера накреслено символ Му.

## Характеристика творчості
Одзу черпав сюжети своїх фільмів з повсякденного життя японської сім'ї в епоху післявоєнної трансформації (вестернізації) традиційного суспільства. На відміну від А. П. Чехова і Джейн Остін, з якими його іноді порівнюють, картина світу і спосіб її представлення на екрані в Одзу зав'язані на специфічній культурній традиції, висхідній до буддизму і синтоїзму. Стосунки між близькими людьми показані з тонким психологізмом, без критичних оцінок і сентиментальності.
У післявоєнні роки Одзу виробив унікальну режисерську техніку з такими відмітними рисами:
- Крайня низька точка зйомки, немов би з точки зору людини, яка сидить на рогожі, при практично повній нерухомості камери. У глядача створюється враження, що він знаходиться в одній кімнаті з персонажами.
- Переходи між сценами вирішуються не традиційними напливами і затемненнями, а за рахунок демонстрації місць дії до і після появи в них дійових осіб. Музика, якщо і звучить, то лише під час цих переходів.
- Лаконізм розповіді призводить до того, що з нього випускаються драматичні події (весільна церемонія, напад важкої хвороби), які могли би викликати у глядача сплеск емоцій.

З іншим класиком японського кіно, Кендзі Мідзоґуті, Одзу зближує безпристрасна фіксація кінокамерою незначних, на перший погляд, подій, а також зведення до мінімуму ролі монтажу.

## Визнання

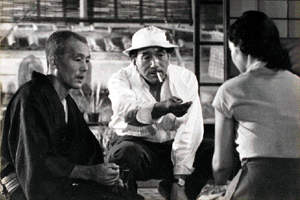
Одзу на зйомках фільму Токійська повість

У 1955 році Одзу був обраний головою Асоціації японських кінорежисерів, яку очолював аж до своєї смерті у 1963-му, у 1958 році нагороджений орденом «Мурасакі дзю хосе». За межами Японії до 1970-х років Одзу, як режисер, був практично невідомий. Місцеві кіностудії намагалися не показувати фільми «Бога кіно» за кордоном з побоювань, що вони не будуть зрозумілі, бо відображають «домашній» образ Японії, повсякденний життєвий устрій. На заході популярність до Одзу прийшла посмертно, після публікації у 1972 році монографії Пола Шредера.
До 1992 року міжнародна репутація Одзу виросла до такої міри, що за результатами глобального опитування кінокритиків, проведеного британським виданням Sight & Sound, стрічка Одзу «Токійська повість» 1953 року увійшла до трійки найвизначніших фільмів в історії кінематографу — разом із «Громадянином Кейном» (1941) і «Правилами гри» (1939). У 2010 році «Токійська повість» зайняла 16-ту позицію у рейтингу «100 найкращих фільмів світового кінематографу» за версією часопису Empire.
У 1985 році німецький режисер Вім Вендерс зняв фільм «Токіо-га» про пошуки японської столиці, якою вона постала перед ним у фільмах Ясудзіро Одзу. Йому ж він присвятив (разом з Тарковським і Франсуа Трюффо) свій фільм «Небо над Берліном». Вендерс називає творчість японця «довгочасною істиною, яка тривала від першого до останнього кадру»:
Такого представлення дійсності, такого мистецтва в кіно більше немає. Це було лише раз.

## Фільмографія
| Фільмографія Ясудзіро Одзу | Фільмографія Ясудзіро Одзу        | Фільмографія Ясудзіро Одзу        | Фільмографія Ясудзіро Одзу    | Фільмографія Ясудзіро Одзу                        |
| Рік                        | Назва                             | Оригінальна назва                 | Назва на ромадзі              | Примітки                                          |
| -------------------------- | --------------------------------- | --------------------------------- | ----------------------------- | ------------------------------------------------- |
| Німі фільми                |                                   |                                   |                               |                                                   |
| 1927                       | Клинок покаяння                   | 懺悔の刃                          | Zange no yaiba                | єдиний фільм Одзу в жанрі дзідайґекі; не зберігся |
| 1928                       | Мрії юності                       | 若人の夢                          | Wakodo no yume                | не зберігся                                       |
| 1928                       | Зникла дружина                    | 女房紛失                          | Nyobo funshitsu               | не зберігся                                       |
| 1928                       | Гарбуз                            | カボチャ                          | Kabocha                       | не зберігся                                       |
| 1928                       | Пара в роз'їзді                   | 引越し夫婦                        | Hikkoshi fufu                 | не зберігся                                       |
| 1928                       | Красиве тіло                      | 肉体美                            | Nikutaibi                     | не зберігся                                       |
| 1929                       | Гора скарбів                      | 宝の山                            | Takara no yama                | не зберігся                                       |
| 1929                       | Дні юності                        | 学生ロマンス 若き日               | Wakaki hi                     | найдавніший з фільмів Одзу, що збереглися         |
| 1929                       | Друзі, що б'ються                 | 和製喧嘩友達                      | Wasei kenka tomodachi         | збереглося 14 хвилин                              |
| 1929                       | Університет-то я закінчив…        | 大学は出たけれど                  | Daigaku wa detakereda         | збереглося 10 хвилин                              |
| 1929                       | Життя службовця                   | 会社員生活                        | Kaishain seikatsu             | не зберігся                                       |
| 1929                       | Безпосередній хлопчик             | 突貫小僧                          | Tokkan kozô                   | короткометражний                                  |
| 1930                       | Курс подружнього життя            | 結婚学入門                        | Kekkongaku nyûmon             | не зберігся                                       |
| 1930                       | Бадьоро крокуючи                  | 朗かに歩め                        | Hogaraka ni ayume             |                                                   |
| 1930                       | На іспиті-то я провалився…        | 落第はしたけれど                  | Rakudai wa shitakeredo        |                                                   |
| 1930                       | Цієї ночі дружина                 | その夜の妻                        | Sono yo no tsuma              |                                                   |
| 1930                       | Мстива примара Ероса              | エロ神の怨霊                      | Eroshin no onryo              | не зберігся                                       |
| 1930                       | Проґавлена удача                  | 足に触った幸運                    | Ashi ni sawatta koun          | не зберігся                                       |
| 1930                       | Молода дама                       | お嬢さん                          | Ojosan                        | не зберігся                                       |
| 1931                       | Дівчина і борода                  | 淑女と髭                          | Shukujo to hige               |                                                   |
| 1931                       | Печалі красуні                    | 美人と哀愁                        | Bijin aishu                   | не зберігся                                       |
| 1931                       | Токійський хор                    | 東京の合唱                        | Tôkyô no kôrasu               |                                                   |
| 1932                       | Весну приводять дівчата           | 春は御婦人から                    | Haru wa gofujin kara          | не зберігся                                       |
| 1932                       | Народитися-то я народився…        | 大人の見る繪本 生れてはみたけれど | Umarete wa mita keredo        |                                                   |
| 1932                       | Де ж мрії юності?                 | 靑春の夢いまいづこ                | Seishun no yume imaizuko      |                                                   |
| 1932                       | До нової зустрічі                 | また逢ふ日まで                    | Mata au hi made               | не зберігся                                       |
| 1933                       | Жінка з Токіо                     | 東京の女                          | Tôkyô no onna                 |                                                   |
| 1933                       | Підставна дівчина                 | 非常線の女                        | Hijosen no onna               |                                                   |
| 1933                       | Каприз                            | 出来ごころ                        | Dekigokoro                    |                                                   |
| 1934                       | Маму треба любити                 | 母を恋はずや                      | Haha wo kowazuya              |                                                   |
| 1934                       | Історія про водорості, що пливуть | 浮草物語                          | Ukigusa monogatari            |                                                   |
| 1935                       | Безневинна дівчина                | 箱入娘                            | Hakoiri musume                | не зберігся                                       |
| 1935                       | Танець лева                       | 菊五郎の鏡獅子                    | Kagamijishi                   | документальний                                    |
| 1935                       | Токійська нічліжка                | 東京の宿                          | Tôkyô no yado                 |                                                   |
| 1936                       | Коледж — хороше місце             | 大学よいとこ                      | Daigaku yoitoko               | не зберігся                                       |
| Звукові, чорно-білі фільми |                                   |                                   |                               |                                                   |
| 1936                       | Єдиний син                        | ひとり息子                        | Hitori musuko                 | перший звуковий фільм Одзу                        |
| 1937                       | Що забула пані?                   | 淑女は何を忘れたか                | Shukujo wa nani o wasureta ka |                                                   |
| 1941                       | Брати і сестри сім'ї Тода         | 戸田家の兄妹                      | Todake no kyodai              |                                                   |
| 1942                       | Був батько                        | 父ありき                          | Chichi ariki                  |                                                   |
| 1947                       | Розповідь домовласника            | 長屋紳士録                        | Nagaya shinshiroku            |                                                   |
| 1948                       | Курка на вітрі                    | 風の中の牝鶏                      | Kaze no naka no mendori       |                                                   |
| 1949                       | Пізня весна                       | 晩春                              | Banshun                       | перший фільм Одзу з Сецуко Харою                  |
| 1950                       | Сестри Мунеката                   | 宗方姉妹                          | Munekata kyoudai              |                                                   |
| 1951                       | Раннє літо                        | 麥秋                              | Bakushû                       |                                                   |
| 1952                       | Смак рису із зеленим чаєм         | お茶漬けの味                      | Ochazuke no aji               | на основі відхиленого сценарію 1939 року          |
| 1953                       | Токійська повість                 | 東京物語                          | Tôkyô monogatari              |                                                   |
| 1956                       | Рання весна                       | 早春                              | Sôshun                        |                                                   |
| 1957                       | Токійські сутінки                 | 東京暮色                          | Tôkyô boshoku                 |                                                   |
| Кольорові фільми           |                                   |                                   |                               |                                                   |
| 1958                       | Квіти свята Хіґан                 | 彼岸花                            | Higanbana                     | перший кольоровий фільм Одзу                      |
| 1959                       | Доброго ранку                     | お早よう                          | Ohayô                         | ремейк фільму «Народитися-то я народився…»        |
| 1959                       | Водорості, що пливуть             | 浮草                              | Ukigusa                       | ремейк фільму «Історія про водорості, що пливуть» |
| 1960                       | Пізня осінь                       | 秋日和                            | Akibiyori                     |                                                   |
| 1961                       | Осінь в сім'ї Кохаяґава           | 小早川家の秋                      | Kohayagawa-ke no aki          |                                                   |
| 1962                       | Смак осінньої сайри               | 秋刀魚の味                        | Sanma no aji                  | останній фільм Одзу                               |

## Нагороди
| Нагороди та номінації Ясудзіро Одзу   | Нагороди та номінації Ясудзіро Одзу       | Нагороди та номінації Ясудзіро Одзу       | Нагороди та номінації Ясудзіро Одзу |
| Рік                                   | Категорія                                 | Фільм                                     | Результат                           |
| ------------------------------------- | ----------------------------------------- | ----------------------------------------- | ----------------------------------- |
| Премія Kinema Junpo                   |                                           |                                           |                                     |
| 1933                                  | Найкращий фільм                           | Народитися-то я народився…                | Перемога                            |
| 1934                                  | Найкращий фільм                           | Каприз                                    | Перемога                            |
| 1935                                  | Найкращий фільм                           | Історія про водорості, що пливуть         | Перемога                            |
| 1945                                  | Найкращий фільм                           | Брати і сестри сім'ї Тода                 | Перемога                            |
| 1950                                  | Найкращий фільм                           | Пізня весна                               | Перемога                            |
| 1952                                  | Найкращий фільм                           | Раннє літо                                | Перемога                            |
| Премія Майніті                        |                                           |                                           |                                     |
| 1950                                  | Найкращий фільм                           | Пізня весна                               | Перемога                            |
| 1950                                  | Найкращий режисер                         | Пізня весна                               | Перемога                            |
| 1950                                  | Найкращий сценарій (спільно з Коґе Нода)  | Пізня весна                               | Перемога                            |
| 1952                                  | Найкращий фільм                           | Раннє літо                                | Перемога                            |
| 1964                                  | Спеціальна премія за досягнення в кар'єрі | Спеціальна премія за досягнення в кар'єрі | Перемога                            |
| Премія Блакитна стрічка               |                                           |                                           |                                     |
| 1952                                  | Найкращий режисер                         | Раннє літо                                | Перемога                            |
| Премія Британського інституту кіно    |                                           |                                           |                                     |
| 1958                                  | Сазерленд Трофі                           | Токійська повість                         | Перемога                            |
| Азійсько-Тихоокеанський кінофестиваль |                                           |                                           |                                     |
| 1961                                  | Найкращий фільм                           | Пізня осінь                               | Перемога                            |
| Берлінський міжнародний кінофестиваль |                                           |                                           |                                     |
| 1962                                  | Золотий ведмідь                           | Осінь в сім'ї Кохаяґава                   | Номінація                           |